# Söderhamns tingshus

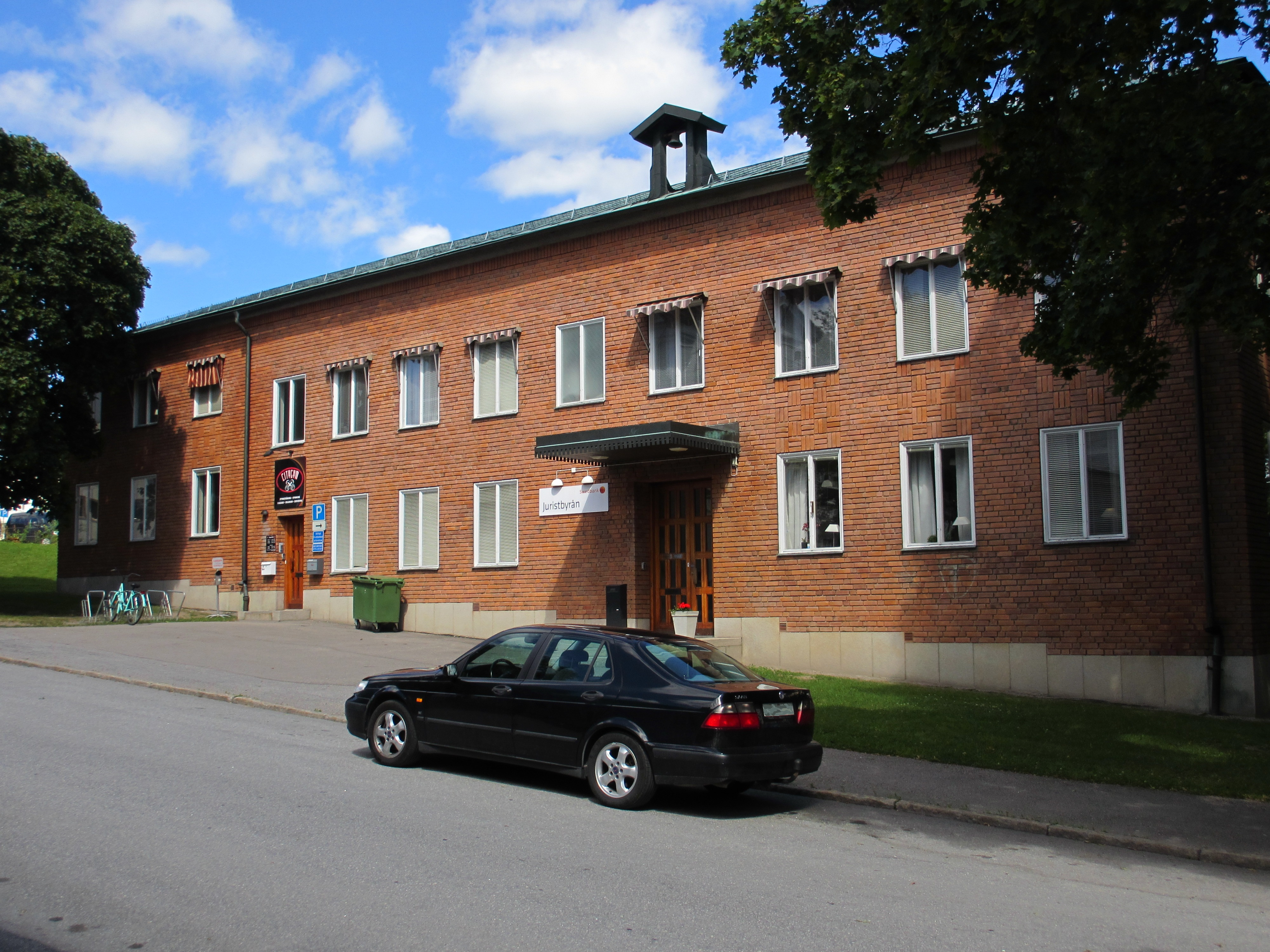
Söderhamns tingshus

Söderhamns tingshus är ett före detta tingshus som uppfördes 1962–66 i Söderhamn efter ritningar av arkitekten Artur von Schmalensee. 
Tingshuset var ursprungligen avsett för häradsrätten i Sydöstra Hälsinglands domsaga. Då Söderhamns rådhusrätt indrogs 1965 lades Söderhamns stad under landsrätt i Sydöstra Hälsinglands domsaga och 1971 bildades Sydöstra Hälsinglands tingsrätt. Redan 1972 blev dock Söderhamns tingsställe under Bollnäs tingsrätt. Sedan Bollnäs tingsrätt lades ner 2005 övertogs tingshuset av Hudiksvalls tingsrätt fram till 2019.
Tingshusmorden var ett uppmärksammat rättsfall som inträffade 1 mars 1971 då fyra personer sköts i ihjäl tingshuset.